# موبی کورس
موبی کورس (به انگلیسی: Moby Corse) یک کشتی است که طول آن ۱۵۲٫۹۱ متر (۵۰۱ فوت ۸ اینچ) می‌باشد. این کشتی در سال ۱۹۷۷ ساخته شد.